# Andreas Handl
Andreas Handl (* 20. Oktober 1979) ist ein ehemaliger österreichischer Fußballspieler.

## Karriere
Handl begann seine Karriere beim USV Ragnitz. Zur Saison 1991/92 wechselte er zum USV Allerheiligen. Nach einer Spielzeit bei Allerheiligen kehrte er zu Ragnitz zurück. Im Februar 1993 wechselte er zum SV Flavia Solva. Nach eineinhalb Jahren in der Jugend von Flavia Solva kehrte er zur Saison 1994/95 abermals nach Ragnitz zurück. Im Jänner 1995 wechselte er ein zweites Mal zu Flavia Solva. Zur Saison 1995/96 kam er in das BNZ des SK Sturm Graz.
Nach einer Saison bei Sturm kehrte er zur Saison 1996/97 zu Flavia Solva zurück, wo er der ersten Mannschaft angehörte. Sein Debüt für diese in der 2. Division gab er im Oktober 1996, als er am neunten Spieltag jener Saison gegen den SK Vorwärts Steyr in der 82. Minute für Dietmar Pegam eingewechselt wurde. Bis Saisonende kam er zu zehn Einsätzen in der zweithöchsten Spielklasse. Mit Flavia Solva musste er am Saisonende aus der 2. Division absteigen, eine Saison später folgte auch der Abstieg aus der dritthöchsten Spielklasse. In der Rückrunde der Saison 1998/99 spielte Handl kurzzeitig bei den Amateuren von Sturm Graz, ehe er wieder zu Flavia Solva zurückkehrte. Zur Saison 2001/02 schloss er sich dem SV Lebring an. Im Jänner 2003 kehrte er zu Ragnitz zurück, wo er einst seine Karriere begonnen hatte.
Ab der Saison 2005/06 spielte er für den SV Tillmitsch. Für Tillmitsch kam er allerdings nur in der Hinrunde der Saison 2005/06 und in der Hinrunde der Saison 2007/08 zum Einsatz. Zur Saison 2009/10 schloss er sich dem SV Heimschuh an. Für Heimschuh kam er in der Hinrunde jener Spielzeit zu sieben Einsätzen in der siebtklassigen Gebietsliga. Im Oktober 2013 folgte noch ein Spiel für den Verein, der inzwischen in die sechstklassige Unterliga aufgestiegen war.